# George Stubbs

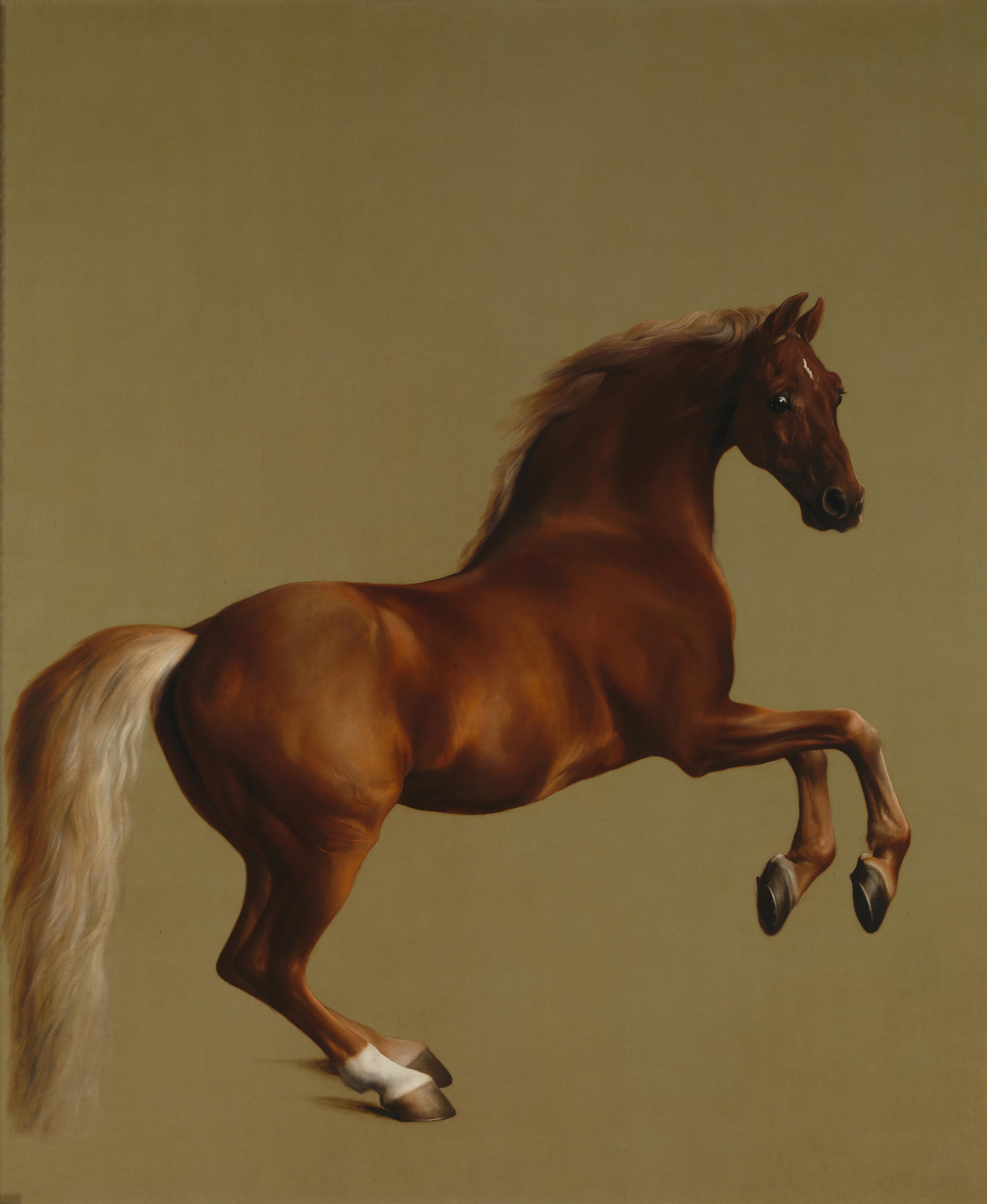
Whistlejacket (1762)

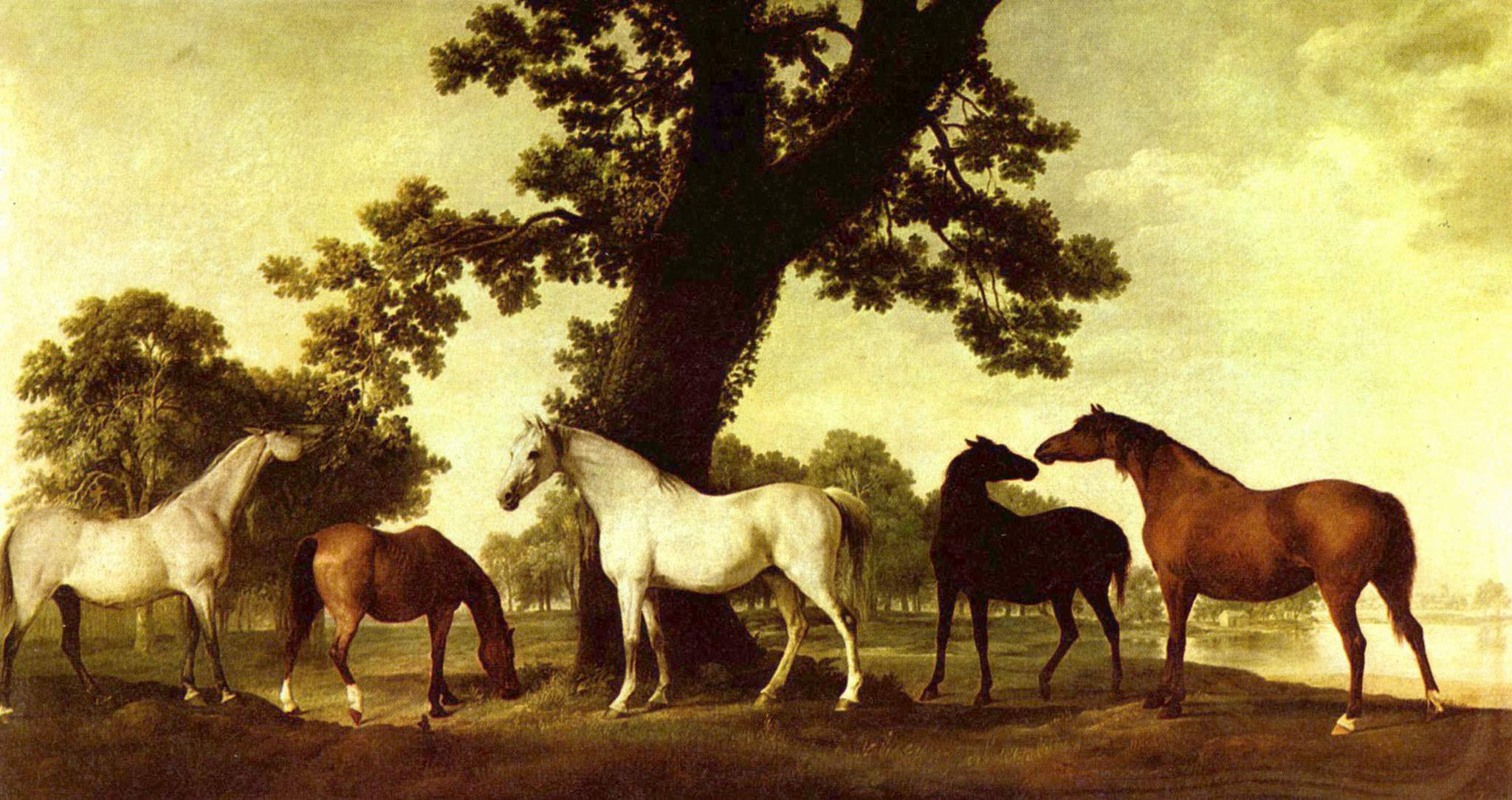
Konie, ok. 1760-70

George Stubbs (ur. 25 sierpnia 1724 w Liverpoolu, zm. 10 lipca 1806 w Londynie) – brytyjski malarz, znany głównie jako autor przedstawień koni.
Urodzony w Liverpoolu, na północy Anglii, syn garbarza i handlarza skórami, Stubbs był samoukiem. W latach pięćdziesiątych XVIII wieku spędził 18 miesięcy na dokonywaniu sekcji koni i sporządzaniu rysunków do swojego monumentalnego dzieła „Anatomia konia”. Około 1758 roku artysta przeniósł się do Londynu. Nie mogąc znaleźć odpowiedniego rytownika do wykonania rycin według własnych prac, sam podjął się tego zadania, wydając książkę w 1766 roku. Dzieło to, podziwiane za swą naukową rzetelność i piękno, przyniosło mu zamówienia na liczne portrety koni oraz ich właścicieli. Połączenie doskonałej znajomości anatomii z malarskim talentem w przedstawianiu urody i charakteru końskiego modela uczyniły Stubbs’a najsłynniejszym ze wszystkich malarzy koni.